# NGC 6215
NGC 6215 (również PGC 59112) – galaktyka spiralna (Sc), znajdująca się w gwiazdozbiorze Ołtarza. Odkrył ją John Herschel 9 lipca 1836 roku.